# Reactivo de Baeyer

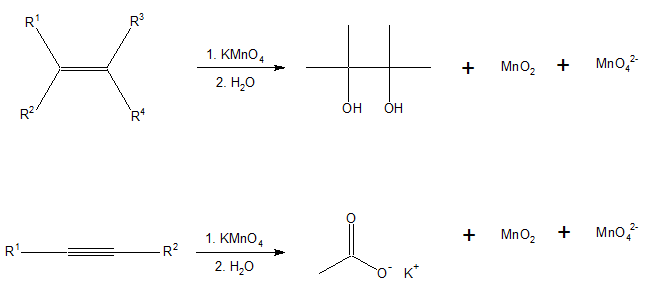
El sólido marrón óxido de manganeso (IV) precipita de una solución, cuando el permanganato de potasio reacciona con un enlace doble o triple.

El reactivo de Baeyer, denominado así en honor al químico orgánico alemán Adolf von Baeyer, es usado en química orgánica como una prueba cualitativa para identificar la presencia de insaturaciones causadas por enlaces dobles o triples entre carbonos adyacentes. La prueba del bromo también es capaz de determinar la presencia de insaturaciones.
El reactivo de Baeyer es una solución alcalina de permanganato de potasio, que es un potente oxidante. La reacción con los enlaces dobles (-C=C-) o triples (-C≡C-) en un material orgánico ocasiona que el color se desvanezca de púrpura-rosado a marrón. Los aldehídos y el ácido fórmico (y los ésteres de ácido fórmico) también dan una prueba positiva.